# Birkova
Birkova (bulgariska: Биркова) är ett distrikt i Bulgarien.   Det ligger i kommunen Obsjtina Velingrad och regionen Pazardzjik, i den sydvästra delen av landet, 90 kilometer sydost om huvudstaden Sofia.
I omgivningarna runt Birkova växer i huvudsak blandskog. Runt Birkova är det ganska tätbefolkat, med 52 invånare per kvadratkilometer.